# Đồng (tiền Mặt trận Dân tộc Giải phóng miền Nam Việt Nam)
Trong thời gian chiến tranh Việt Nam, Ủy ban Trung ương Mặt trận Dân tộc Giải phóng miền Nam Việt Nam đã cho phát hành tiền tệ riêng để sử dụng tại vùng do họ kiểm soát ở miền Nam Việt Nam. Tiền này có tên gọi không chính thức nhưng phổ thông hơn là Tiền Giải phóng. Đơn vị tiền tệ này được gọi là Đồng. Nó không được trao đổi trong hệ thống tiền tệ quốc tế, nên không có mã ISO và cũng không có ký hiệu tiền tệ. Một đồng này bằng 100 đơn vị nhỏ hơn gọi là xu.
Đồng Mặt trận Dân tộc Giải phóng miền Nam Việt Nam hoàn toàn dưới hình thức tiền giấy, với các mệnh giá 10 xu, 20 xu, 50 xu, 1 đồng, 2 đồng, 5 đồng, 10 đồng và 50 đồng. Nó được phát hành bởi Binh chủng Tiền của Mặt trận Dân tộc Giải phóng miền Nam Việt Nam lần đầu vào năm 1963.
Ngày 22/9/1975, Đồng Mặt trận Dân tộc Giải phóng miền Nam Việt Nam thay thế cho Đồng Việt Nam Cộng hòa theo tỷ giá 1 (MTDTGP):500 (VNCH) và tiếp tục lưu thông đến tận ngày 2/5/1978.

10 xu
20 xu
50 xu
1 đồng
2 đồng
5 đồng
10 đồng
50 đồng